# 스파르타쿠스 (영화)
《스파르타쿠스》(원제: Spartacus)는 1960년에 개봉한 미국의 서사적 역사 드라마 영화로 스탠리 큐브릭이 감독하였다. 하워드 패스트의 동명 소설을 각색한 것이다.
커크 더글러스가 반항적인 노예 스파르타쿠스를 연기한다. 총 4개의 아카데미상을 수상했다.

## 줄거리
트라키아 출신의 노예 스파르타쿠스는 바티아투스에게 팔려가 검투사가 된다. 억지로 훈련을 받던 스파르타쿠스는 반란을 주도하고, 다른 노예들도 합류하면서 반란군 세력이 커진다.

## 출연
- 커크 더글러스 (스파르타쿠스 역)
- 로런스 올리비에 (크라수스 역)
- 진 시먼스 (바리니아 역)
- 찰스 로턴 (그라쿠스 역)
- 피터 유스티노프 (바티아투스 역)
- 존 게빈 (카이사르 역)
- 토니 커티스 (안토니누스 역)

### EBS판 스태프 (2006년 6월 10일)
- 프로듀서: 심예원
- 번역: 강준환
- 감수: 김명옥
- CG: 곽서정
- 편집: 김정수
- 연출: 강민화
- 기획: EBS
- 우리말 제작: 벼리기획